# Mea Culpa (Ah! Ça ira!)
«Mea Culpa (Ah! Ça ira!)» es un sencillo digital de la banda Gojira, Marina Viotti y Victor Le Masne. Fue lanzado el 30 de agosto de 2024. Disponible en los principales proveedores de servicios digitales.

## Historia
Gojira le dio su propio giro a la canción más famosa de la Revolución francesa en 'Mea Culpa (Ah! Ça ira!)'.
La actuación de Gojira fue uno de los momentos más comentados de los Juegos Olímpicos de 2024. La banda actuó desde unas repisas suspendidas de las ventanas de la Conciergerie, una antigua prisión y palacio de justicia que se encuentra a orillas del río Sena en París, Francia, fue el lugar donde María Antonieta estuvo retenida antes de ser decapitada. Mientras tanto, la mezzosoprano Marina Viotti, se unió a ellos flotando río abajo
en medio de un telón de fondo de imágenes macabras de la historia revolucionaria de Francia. Como si eso no fuera suficiente metal, la actuación contó con una María Antonieta sin cabeza y mucha pirotecnia.
"Fue un gran honor ser parte de esta ambiciosa y épica ceremonia en París", dijo el baterista Mario Duplantier. "Tengo que admitir que hacer headbanging frente a mil millones de personas, golpeando tan fuerte como pude en un escenario revolucionario hecho de fuego y sangre, fue una experiencia muy gratificante. Un gran paso también para la comunidad metalera".

### Escritura y composición
'Mea Culpa (Ah! Ça ira!)', está coescrita con el compositor y multiinstrumentista Victor Le Masne, director musical del evento, y la mezzosoprano Marina Viotti.
El vocalista y guitarrista de Gojira, Joe Duplantier, habló anteriormente sobre cómo surgió la oportunidad de hacer la canción:
"Encontramos de manera simple y orgánica riffs y ritmos que nos gusta tocar", explicó. "Aprovechamos esto como una oportunidad para representar la escena metalera. Entonces decidimos ir con todo, con doble pedal de bombo, gritos, momentos épicos y una ruptura de tempo al final; realmente queríamos mostrar qué es el metal. Para nuestra gran sorpresa, el comité aceptó todo esto".
"Pero nos dieron algunas pautas y cosas que eran obligatorias, por ejemplo, decir 'Ah! Ça ira', que terminé diciendo tres veces en la canción. Es raro para mí cantar en francés en Gojira. Así que fue un poco desafiante. Yo fui quien presionó para poner algo de inglés en el medio de la canción para hacerla más internacional".
La cantante de ópera franco-suiza Marina Viotti, explicó su contribución al título: "Probamos muchas cosas diferentes antes de llegar al resultado final. Resulta que también grabé la voz de la mujer decapitada que vemos en la introducción de la canción. La gente tampoco lo sabe, pero también gruñí (técnica vocal utilizada en el death metal) durante la canción".

### Controversia por la canción
Algunos comentaristas en línea caracterizaron la actuación como satánica, pero Joe desestimó esa acusación:
"No es nada de eso", dijo Duplantier. "Es historia francesa. Es el encanto francés, ya sabes, gente decapitada, vino tinto y sangre por todas partes; es romántico, es normal".

### Recepción de la crítica
La canción sigue la receta habitual de Gojira y está bien compuesta instrumentalmente, donde las poderosas partes de guitarra en particular merecen la atención. Sin embargo, vocalmente también destaca, porque al igual que en la actuación en directo, la incorporación de Viotti sigue siendo muy fuerte. Debido a sus años de experiencia en bandas como Despairhate, Lost Legacy y Soulmaker, ciertamente no es reacia a un riff de guitarra pesado, lo que significa que la mezzosoprano se lanza sin miedo a la batalla y agrega una capa extra con su voz 'Mea Culpa (¡Ah! Ça ira!)'. Su garganta aterciopelada, junto con la voz cruda de Joe Duplantier, forman una combinación fuerte y fluye maravillosamente a pesar del contraste. Aunque hace tiempo que se entregaron todas las medallas, Gojira y Marina Viotti aún se llevan el oro en 'Mea Culpa (Ah! Ça ira!)' y demuestran que el metal encaja perfectamente en eventos como este.

### Reconocimientos
Gojira consiguió su primera canción n.° 1 en cualquiera de las categorías de Billboard. 'Mea Culpa (Ah! Ça ira!)', abrió el primer lugar en la lista de ventas de canciones digitales de Hard Rock, lo que le dio al grupo su primer puesto en cualquier lista de los sencillos más vendidos, reproducidos o consumidos en Estados Unidos.
La canción marcó el primer puesto n.° 1 no solo para Gojira, sino también para Marina Viotti y Victor Le Masne que también obtuvieron su primer puesto en la lista de ventas de canciones digitales de Hard Rock esa semana.
Ocupó el primer puesto en el recuento de ventas de canciones digitales de Hard Rock, pero no es la única categoría en la que se convirtió en éxito. También se ubicó dentro del top 10 en la lista de ventas de canciones digitales de Rock (n.° 6) y en la lista de canciones más populares de Hard Rock (n.° 9).

## Lista de canciones
| N.º | Título                    | Duración |  |
| 1.  | «Mea Culpa (Ah! Ça ira!)» | 2:53     |  |

## Personal
- Joe Duplantier – voz, guitarra
- Christian Andreu – guitarra
- Jean-Michel Labadie – bajo
- Mario Duplantier – batería
- Marina Viotti - voz
- Victor Le Masne - letra